# كايل جونز (سياسي)
كايل جونز (بالإنجليزية: Kyle Jones)‏ هو أمين الأرشيف وعازف الجاز وسياسي أمريكي، ولد في 1955م. انتخب عضو مجلس نواب مين.